# فعالية المعونة

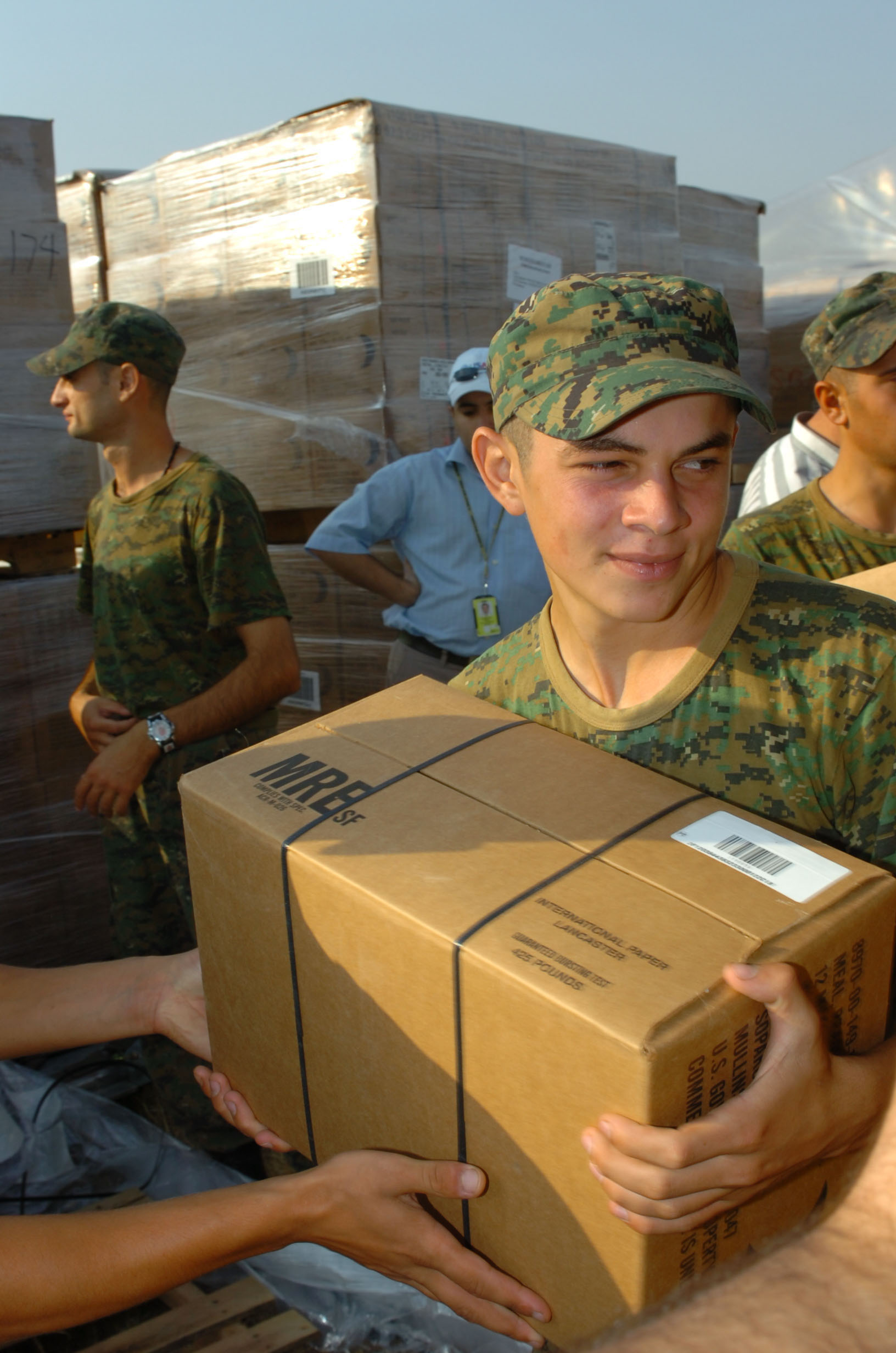

فعالية المعونة هي فعالية المعونة التنموية في تحقيق التنمية الاقتصادية أو البشرية أو الأهداف التنموية. في أعقاب الحرب الباردة أواخر تسعينيات القرن العشرين، بدأت الحكومات المانحة ووكالات المعونة تدرك أن العديد من توجهاتها ومتطلباتها المختلفة في وضع شروط على المعونات تفرض تكاليفًا باهظة على البلدان النامية وتجعل المساعدات أقل فعالية. فبدأوا في العمل معًا، ومع البلدان النامية، لتنسيق عملهم من أجل تحسين تأثيره. تبحث وكالات المعونة دائمًا عن طرق جديدة لتحسين فعالية المعونة، بما في ذلك المشروطية (شروط الاقتراض) وبناء القدرات ودعم تحسين الإدارة.

## الخلفية التاريخية

### فترة الحرب الباردة
وُلد نظام المساعدات الدولية على أنقاض الحرب العالمية الثانية، عندما استخدمت الولايات المتحدة اعتمادات الإعانات المالية الخاصة بها للمساعدة في إعادة بناء أوروبا. وجِد النظام في فترة الحرب الباردة من الستينيات إلى الثمانينيات. خلال هذا الوقت، كانت المساعدات الأجنبية تُستخدم غالبًا لدعم الدول العميلة في العالم النامي. فبرغم أن الأموال كانت تستخدم عامةً بشكل أفضل في البلدان المحكومة جيدًا، إلا أنها كانت توجه بدلاً من ذلك نحو الحلفاء.
أدت المجاعة واسعة النطاق في بيافرا خلال الحرب الأهلية النيجيرية (1967-1970) إلى زيادة مشاركة المنظمات غير الحكومية في أحداث مثل جسر بيافرا الجوي الذي جُرِّب للمرة الأولى. غيرت طريقة تخصيص المساعدات خلال مجاعة 1983-1985 في إثيوبيا إلى الأبد الطريقة التي تستجيب بها الحكومات والمنظمات غير الحكومية لحالات الطوارئ الدولية التي تحدث في حالات الصراع وأثارت أسئلة مقلقة حول العلاقة بين الوكالات الإنسانية والحكومات المضيفة. في الثمانينيات والتسعينيات لعبت المنظمات غير الحكومية دورًا أكبر في المساعدات الدولية.

### ما بعد الحرب الباردة
بعد نهاية الحرب الباردة، بدأ التركيز المعلن للمساعدات الرسمية في المضي قدمًا نحو التخفيف من حدة الفقر وتعزيز التنمية. أصبحت البلدان الأكثر احتياجًا وفقرًا ذات أولوية أكبر. بمجرد انتهاء الحرب الباردة، كانت الجهات المانحة الغربية قادرة على فرض شروط المعونات بشكل أفضل لأنه لم يعد لديها مصالح جغرافية سياسية في البلدان المتلقية. سمح هذا للجهات المانحة وضع شروط المساعدات على أسس إجراء الحكومات المتلقية لتغييرات اقتصادية وكذلك ديمقراطية. واستنادًا إلى هذه الخلفية، بدأت حركة فعالية المعونة الدولية في الظهور أواخر التسعينيات عندما بدأت الحكومات المانحة ووكالات المعونة العمل معًا من أجل تحسين الفعالية.

### تقدم الحركة
أحرزت حركة فعالية المعونة تقدمًا عام 2002 في المؤتمر الدولي للتمويل من أجل التنمية في مونتيري، المكسيك، الذي اعتمد اتفاق (بإجماع الآراء) مونتيري. هناك، وافق المجتمع الدولي على زيادة تمويله للتنمية - لكنه أقر بأن زيادة الأموال وحدها ليست كافية. أرادت الجهات المانحة والدول النامية على حد سواء التأكد من أن المساعدات ستستخدم بأعلى قدر ممكن من الفعالية. أرادوا أن تلعب (حركة المعونة) دورها الأمثل في مساعدة البلدان الفقيرة على تحقيق أهداف الألفية التنموية، وهي مجموعة الأهداف التي وافقت عليها 192 دولة عام 2000 تهدف إلى خفض الفقر في العالم إلى النصف بحلول عام 2015. فتطور نموذجٌ جديد للمعونة كشراكة، بدلاً من علاقة أحادية الاتجاه بين المانح والمتلقي.